# Devigne & Van Sickle
Devigne & Van Sickle war ein US-amerikanischer Hersteller von Automobilen.

## Unternehmensgeschichte
Jules Devigne und Levi E. Van Sickle waren Mechaniker aus Paterson in New Jersey. Sie stellten im Jahre 1903 Automobile her. Der Markenname lautete D & V. Insgesamt entstanden etwa fünf Fahrzeuge.

## Fahrzeuge
Die Fahrzeuge wurden als vereinfachter französischer Stil beschrieben. Ein Dreizylindermotor aus eigener Herstellung trieb die Fahrzeuge an. Er leistete 12 PS aus 3703 cm³ Hubraum. Die Fahrzeug waren als Tonneau karosseriert.